# Norwood (Caroline du Nord)

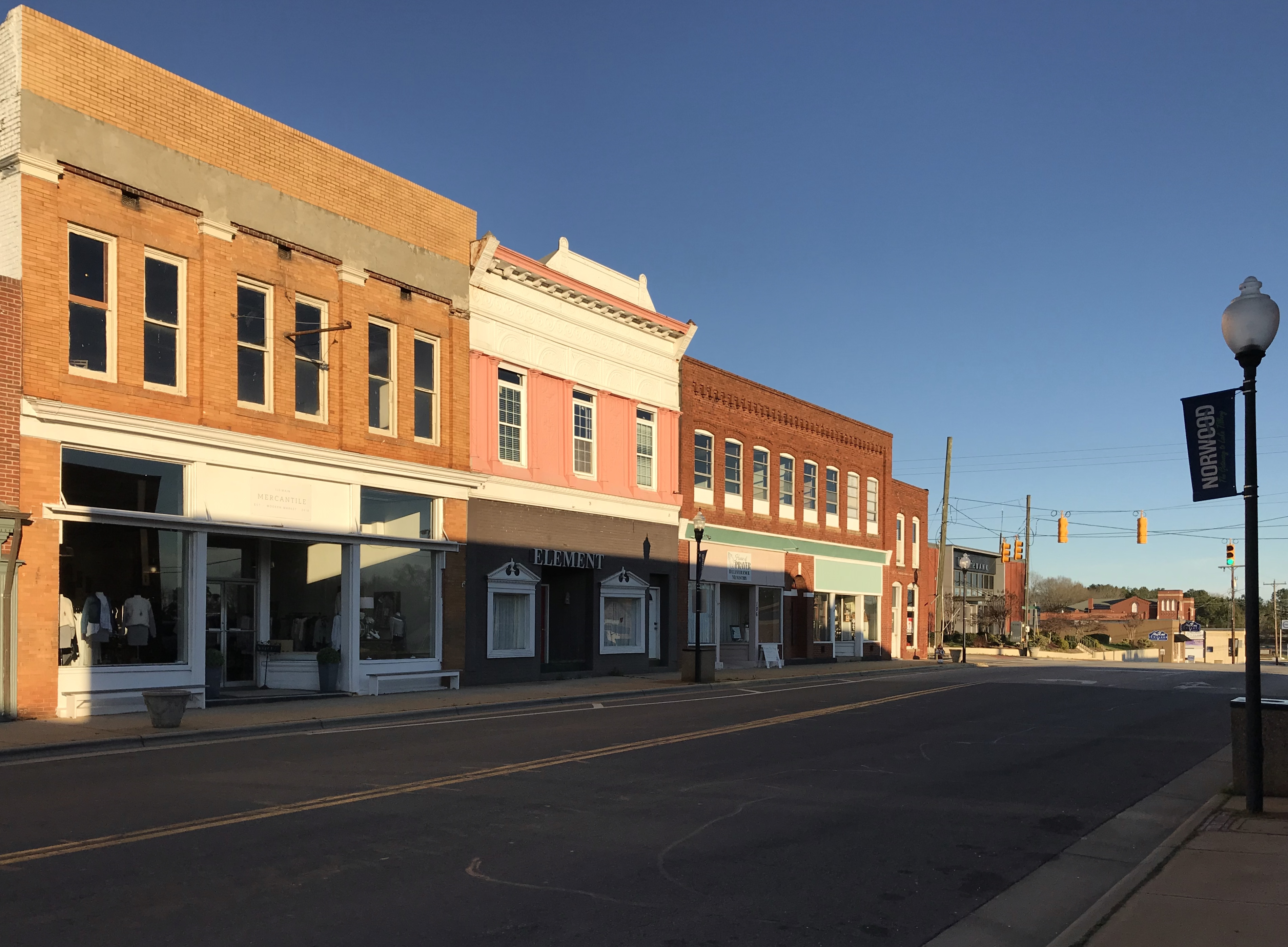
Norwood

Pour les articles homonymes, voir Norwood.
Norwood est une ville américaine située dans le comté de Stanly dans l'État de Caroline du Nord. Sa population s’élevait à 2 379 habitants lors du recensement de 2010, estimée à 2 398 habitants en 2016.

## Démographie
| Groupe            | Norwood | Caroline du Nord | États-Unis |
| ----------------- | ------- | ---------------- | ---------- |
| Blancs            | 71,6    | 68,5             | 72,4       |
| Afro-Américains   | 21,9    | 21,5             | 12,6       |
| Autres            | 3,8     | 4,4              | 6,4        |
| Métis             | 1,1     | 2,2              | 2,9        |
| Amérindiens       | 0,8     | 1,3              | 0,9        |
| Asiatiques        | 0,7     | 2,2              | 4,8        |
| Total             | 100     | 100              | 100        |
|                   |         |                  |            |
| Latino-Américains | 5,1     | 8,4              | 16,7       |

Selon l'American Community Survey, pour la période 2011-2015, 99,10 % de la population âgée de plus de 5 ans déclare parler anglais à la maison, alors que 0,79 % déclare parler l'espagnol et 0,11 % le français.

## Source de la traduction
- (en) Cet article est partiellement ou en totalité issu de l’article de Wikipédia en anglais intitulé « Norwood, North Carolina » (voir la liste des auteurs).

1. ↑  (en) « Norwood, NC Population - Census 2010 and 2000 », sur censusviewer.com.
2. ↑  (en) « Population of North Carolina - Census 2010 and 2000 », sur censusviewer.com.
3. ↑  (en) « Language spoken at home by ability to speak english for the population 5 years and over », sur factfinder.census.gov.